# Білі Пруди (Волгоградська область)
Білі Пруди (рос. Белые Пруды) — селище у Даниловському районі Волгоградської області Російської Федерації.
Населення становить 551 особу. Входить до складу муніципального утворення Білопрудське сільське поселення.

## Історія
Селище розташоване у межах українського історичного та культурного регіону Жовтий Клин.
Згідно із законом від 22 грудня 2004 року № 1058-ОД органом місцевого самоврядування є Білопрудське сільське поселення.

## Населення
| 2010 |
| ---- |
| 551  |